# Салбиар
Салбиар (осет. Салбиар, груз. სალბიერი — Салбиери) — село в Закавказье, расположено в Ленингорском районе Южной Осетии, фактически контролирующей село; согласно юрисдикции Грузии — в Ахалгорском муниципалитете.

## География
Село находится к востоку от райцентра Ленингор (Ахалгор) на границе с собственно Грузией.

## История
В период южноосетинского конфликта в 1992—2008 гг. село входило в состав восточной части Ленингорского района, находившейся в зоне контроля Грузии. После войны в августе 2008 года село перешло под контроль властей РЮО.

## Население
Село населено этническими осетинами. По данным 1959 года в селе жило 162 жителя — в основном осетины. По данным переписи 2002 года (проведённой властями Грузии, контролировавшей восточную часть Ленингорского/Ахалгорского района на момент проведения переписи), в селе осталось 17 жителей, из которых осетины составили 94 % (16 человек).

## Известные жители и уроженцы
- Голоев, Владимир Естафьевич (1910—1975), юго-осетинский советский писатель и журналист.

## Топографические карты
- Лист карты K-38-66 Душети. Масштаб: 1 : 100 000. Состояние местности на 1987 год. Издание 1989 г.Издание 1989 г.
- Лист карты K-38-65 Ленингори. Масштаб: 1 : 100 000. Издание 1979 г.